# TCP快速打开
TCP快速打开（英語：TCP Fast Open，简称TFO）是对计算机网络中传输控制协议（TCP）连接的一种简化握手手续的拓展，用于提高两端点间连接的打开速度。
它通过握手开始时的SYN包中的TFO cookie（一个TCP选项）来验证一个之前连接过的客户端。如果验证成功，它可以在三次握手最终的ACK包收到之前就开始发送数据，这样便跳过了一个绕路的行为，更在传输开始时就降低了延迟。这个加密的Cookie被存储在客户端，在一开始的连接时被设定好。然后每当客户端连接时，这个Cookie被重复返回。
此Cookie通常采用一种分组密码，私钥由服务器根据客户端的IP地址保存，生成一个第三方难以仿冒的訊息鑑別碼标签，即便第三方可以伪造源IP地址或从其他IP地址制造到同一个服务器的连接。尽管使用了加密技术来生成cookie，但TFO并不着眼于提供比它所替换的三次握手有更多的安全性，并且不对所产生的TCP连接提供任何形式的加密保护或端点身份认证。它的目的不是为了抵挡中间人攻击。
这个协议最早提出于2011年
并在2012年2月时已为一个IETF互联网草案，
这项规范最终在2014年12月作为RFC 7413发布。

## 过程

### 请求Fast Open Cookie
1. 客户端发送SYN数据包，该数据包包含Fast Open选项，且该选项的Cookie为空，这表明客户端请求Fast Open Cookie；
2. 支持TCP Fast Open的服务器生成Cookie，并将其置于SYN-ACK数据包中的Fast Open选项以发回客户端；
3. 客户端收到SYN-ACK后，缓存Fast Open选项中的Cookie。

### 实施TCP Fast Open
以下描述假定客戶端在此前的TCP連接中已完成請求Fast Open Cookie的過程並存有有效的Fast Open Cookie。
1. 客户端发送SYN数据包，该数据包包含数据（对于非TFO的普通TCP握手过程，SYN数据包中不包含数据）以及此前记录的Cookie；
2. 支持TCP Fast Open的服务器会对收到Cookie进行校验：如果Cookie有效，服务器将在SYN-ACK数据包中对SYN和数据进行确认（Acknowledgement），服务器随后将数据递送至相应的应用程序；否则，服务器将丢弃SYN数据包中包含的数据，且其随后发出的SYN-ACK数据包将仅确认（Acknowledgement）SYN的对应序列号；
3. 如果服务器接受了SYN数据包中的数据，服务器可在握手完成之前发送数据；
4. 客户端将发送ACK确认服务器发回的SYN以及数据，但如果客户端在初始的SYN数据包中发送的数据未被确认，则客户端将重新发送数据；
5. 此后的TCP连接和非TFO的正常情况一致。

注：客户端在请求并存储了Fast Open Cookie之后，可以不断重复TCP Fast Open直至服务器认为Cookie无效（通常为过期）。

## 实现
TFO的实现包括：
- TFO的IPv4支持在3.6（客户端）和3.7（服务端）版本中被合并进Linux内核主线[5][6][7]。IPv6服务器的TFO支持被合并进入3.16版本。[8]
- FreeBSD自10.3版本[9]（支援服務端）和12.0版本（支援用戶端）开始支持TFO[10]。

- Mozilla Firefox 56支持TFO。[11]

- Google Chrome和Chromium浏览器在Linux上提供TFO支持，包括Chrome OS和Android。
- Exim（邮件传输代理）从4.88开始启用TFO。[12]
- BIND自9.11.0开始启用。[13]

- 苹果公司的iOS 9和OS X 10.11支持TCP快速打开，但并未为各连接默认启用。[14]
- Microsoft Edge从Windows 10 Preview build 14352开始支持TFO。[15]

## 替代品
TCP快速打开（TFO）类似一项1994年被称作T/TCP（RFC 1644）的提议，但由于它未考虑安全原因而存在漏洞，所以未被广泛使用。